# Cerithiopsis bilineata
Cerithiopsis bilineata là một loài ốc biển, động vật chân bụng trong họ Cerithiopsidae. Nó được Hoernes mô tả năm 1848.